# Streptomyces xantholiticus
Espèce
Streptomyces xantholiticus est une espèce de bactéries de la famille des Streptomycetaceae.

## Historique
La souche type de cette espèce a été isolée à partir d'un prélèvement de sol près de la ville de Kertch en Crimée (Ukraine).

## Description
Streptomyces xantholiticus est une bactérie capable de former des spores.

## Taxonomie
Le nom correct complet (avec auteur) de ce taxon est Streptomyces xantholiticus (Konev (d) & Tsyganov (d), 1962) Pridham (d), 1970. La souche type LIA 1130/12, de cette espèce, a été déposée dans des banques de cultures bactériennes sous les identifiants DSM 40244 et ATCC 27481.
Streptomyces xantholiticus a pour synonyme :
- Actinomyces xantholiticus Konev & Tsyganov, 1962

### Étymologie
L'étymologie du nom spécifique de cette espèce est la suivante : xan.tho.li.ti.cus. adjectif masculin grec xanthos, jaune ; N.L. masc. adj. lyticus, capable de perdre, capable de dissoudre ; de l'adjectif masculin grec lytikos, dissoudre ; N.L. masc. adj. xantholiticus, jaune et soluble, fait référence à la couleur jaune du mycélium végétatif et de la tendance de l'organisme à lyser quand il est maintenu sur certains milieux solides (xantholyticus serait probablement mieux) »,.

### Publication originale
- (en) T. G. Pridham, « New names and new combinations in the order Actinomycetales Buchanan 1917 », Bulletin of the United States Department of Agriculture, vol. 1424,‎ 1970, p. 1-55.